# ISync
iSync ist ein Personal Information Manager, der zum Betriebssystem macOS (bis zu dessen Version 10.6) des Unternehmens Apple gehörte. Es hat die Aufgabe, Adressen, Termine und ähnliche Daten, die mit den Programmen Adressbuch und iCal erstellt wurden, zwischen (mehreren) verschiedenen digitalen Geräten synchron zu halten. Es arbeitet mit verschiedenen Mobiltelefonen ebenso zusammen wie mit Palm-OS-basierten PDAs.
Offiziell wurden nur Palm-Inc.-Geräte aus der Tungsten- oder Zire-Reihe unterstützt. Praktisch ließen sich allerdings die meisten PDAs mit Palm OS ab Version 4.0 verwenden, teils mit separat zu erwerbenden Plugins.
In früheren Versionen war iSync auch für die Aktualisierung von Adressbuch- und Kalenderdaten auf dem iPod zuständig. Da jedoch diese Daten auf dem iPod nicht verändert werden können und es sich damit nicht um eine Synchronisierung, sondern lediglich um einen Kopiervorgang handelt, wurde diese Funktion ab iSync 2.3 und iTunes 6 auf das Programm iTunes verlagert. So konnten die Daten auf dem iPod separat aktualisiert werden, ohne gleichzeitig alle anderen Geräte zu aktualisieren.
Über den kostenpflichtigen MobileMe-Dienst konnten zudem verschiedene Macs (und Windowssysteme mit entsprechender Clientsoftware) über das Internet abgeglichen werden. Dabei konnten noch zusätzliche Daten, wie zum Beispiel Apple-Safari-Lesezeichen und Apple-Mail-Nachrichten, übertragen werden. MobileMe ersetzte am 10. Juli 2008 .Mac.
Mit der Veröffentlichung von Mac OS 10.7 wurde die Auslieferung des Programms eingestellt.